# Алберт Клод
Алберт Клод (24. август 1899 — 22. мај 1983) био је белгијски лекар и цитолог који је добио Нобелову награду за физиологију и медицину 1974. године. Награду је поделио са још два научника — Кристијаном де Дувеом и Џорџом Е. Паладеом.
Студирао је медицину на Универзитету у Лијежу. Диплому и звање доктора медицине је добио 1928. године. Посвећен медицинским истраживањима у почетку се прикључио Немачким институтима у Берлину. Прилику да се придружи Рокфелеровом Институту у Њујорку добио је 1929. године. На Рокфелеровом Универзитету постигао је своја најбоља достигнућа у области биологије ћелија. Године 1930. развио је метод за франкционисање ћелија, помоћу чега је дошао до детаљног открића ћелијских органела као што су митохондрије, хлоропласти, ендоплазматични ретикулум, Голџијев апарат, рибозоми и лизозоми. Први је употребио електронски микроскоп у биологији. Године 1945. је објавио прву детаљну структуру ћелије.

## Младост и образовање
Алберт Клод рођен је 1899. године (али према цивилној регистрацији 1898. године) у засеоку кантона Нефшато, Белгија. Имао је три брата и једну сестру, а он је био најмлађи. Његов отац је био пекар и имао је пекару у близини железничке станице. Његова мајка је преминула од рака дојке 1902. године, када је њему било седам година. Пошто није имао потребно образовање за медицину, које се стиче у средњој школи попут знања грчког и латинског језика, покушао је да се придружи школи рударства у Лијежу. Тада је Марсел Флоркин постао руководилац високог образовања у Министарству за јавне инструкције у Белгији и под његовим руководством је омогућено високо образовање ратних ветерана без претходних диплома, или других испита. У част његове војне службе, примљен је на студије медицине на Универзитет у Лијежу 1922. године. Добио је диплому доктора медицине 1928. године.